# Galle verruqueuse
La galle verruqueuse, appelée aussi « galle noire » ou « maladie verruqueuse de la pomme de terre », est une maladie fongique de la pomme de terre causée par un champignon chytride, Synchytrium endobioticum, qui se manifeste par la formation sur les tubercules de galles noires plus ou moins volumineuses, souvent en forme de chou-fleur. Cette maladie affecte aussi certaines espèces de Solanacées sauvages. Elle ne présente pas de risques pour la santé du consommateur, mais est redoutée pour ses conséquences agronomiques (baisse des rendements) et commerciales (production impropre à la vente).

## Diffusion géographique et historique
La galle verruqueuse de la pomme de terre est présente dans tous les continents, notamment en Europe. Elle est toutefois absente en France et dans la péninsule ibérique. Elle a été éradiquée aux États-Unis où elle avait été importée d'Europe au début du XXe siècle. Au Canada elle était confinée dans la province de Terre-Neuve depuis 1909, cependant elle a été constatée dans l'île du Prince-Édouard en 2000 et à nouveau en 2007 provoquant des mesures d'embargo de la part des États-Unis.
Ce champignon aurait coévolué avec la pomme de terre dans les Andes péruviennes, d'où il aurait été introduit en Europe vers le milieu du XIXe siècle lorsqu'on a voulu chercher des souches de pomme de terre résistantes au mildiou.
Cet agent phytopathogène est porté à la liste établie par le groupe Australie.

## Prévention et traitement
Il n'existe pas de traitement antifongique efficace contre cette maladie.
La lutte repose essentiellement sur le contrôle des transferts de tubercules à partir des zones infectées. La maladie peut se transmettre également par le sol ou par le biais des instruments et véhicules agricoles, par les chaussures, ou par les excréments des animaux (fumier) ayant consommés des tubercules malades. La prévention impose donc des mesures de quarantaine stricte.
Il existe des variétés résistantes.